# Lothar Kobluhn
Lothar Kobluhn, né le 12 avril 1943 à Oberhausen et mort le 21 janvier 2019, est un footballeur allemand.

## Carrière de joueur
Lothar Kobluhn commença sa carrière professionnelle dans sa ville natale d'Oberhausen au début des années 1960 et réussit à atteindre le Championnat d'Allemagne de football, la première ligue allemande, pour la première fois lors de la saison 1969/1970. Il était le premier joueur à avoir écopé d'un carton rouge dans la ligue le 10 octobre 1970, intégré dans la ligue depuis la saison 1970/1971. En 1970/1971, il devint le meilleur buteur de la ligue avec 24 buts en 32 matchs. Bien qu'il jouât au centre et entre-temps même en défense, il marqua tant de buts grâce à sa taille de 1,87 mètre et ses coups de tête effectifs après des coups francs ou coups de pied de coin. Ce titre n'était longtemps pas reconnu, car son équipe Rot-Weiss Oberhausen faisait partie des scandales qui bouleversèrent la ligue durant la saison 1970/1971 en lien avec des matchs corrompus.
À la suite de ce scandale, Kobluhn resta quand-même fidèle à son équipe, mais sa carrière fut bousculé par de nombreuses blessures et opérations aux genoux et il n'atteignit plus jamais la force et le succès de la saison 1970/1971. Lothar Kobluhn, qui avait une grande famille, ainsi que son propre magasin à Oberhausen, refusa des offres bien payées du PSV Eindhoven aux Pays Bas ou du Servette FC en Suisse. Sa carrière prit sa fin au sein de l'équipe du SG Wattenscheid 09 dans la deuxième ligue allemande en 1976.
Ce n'est qu'en octobre 2007 qu'il obtint finalement et officiellement son trophée pour avoir été le meilleur buteur de la saison 1970/1971 par le Kicker Sportmagazin après 37 ans d'attente.